# Claude Julien

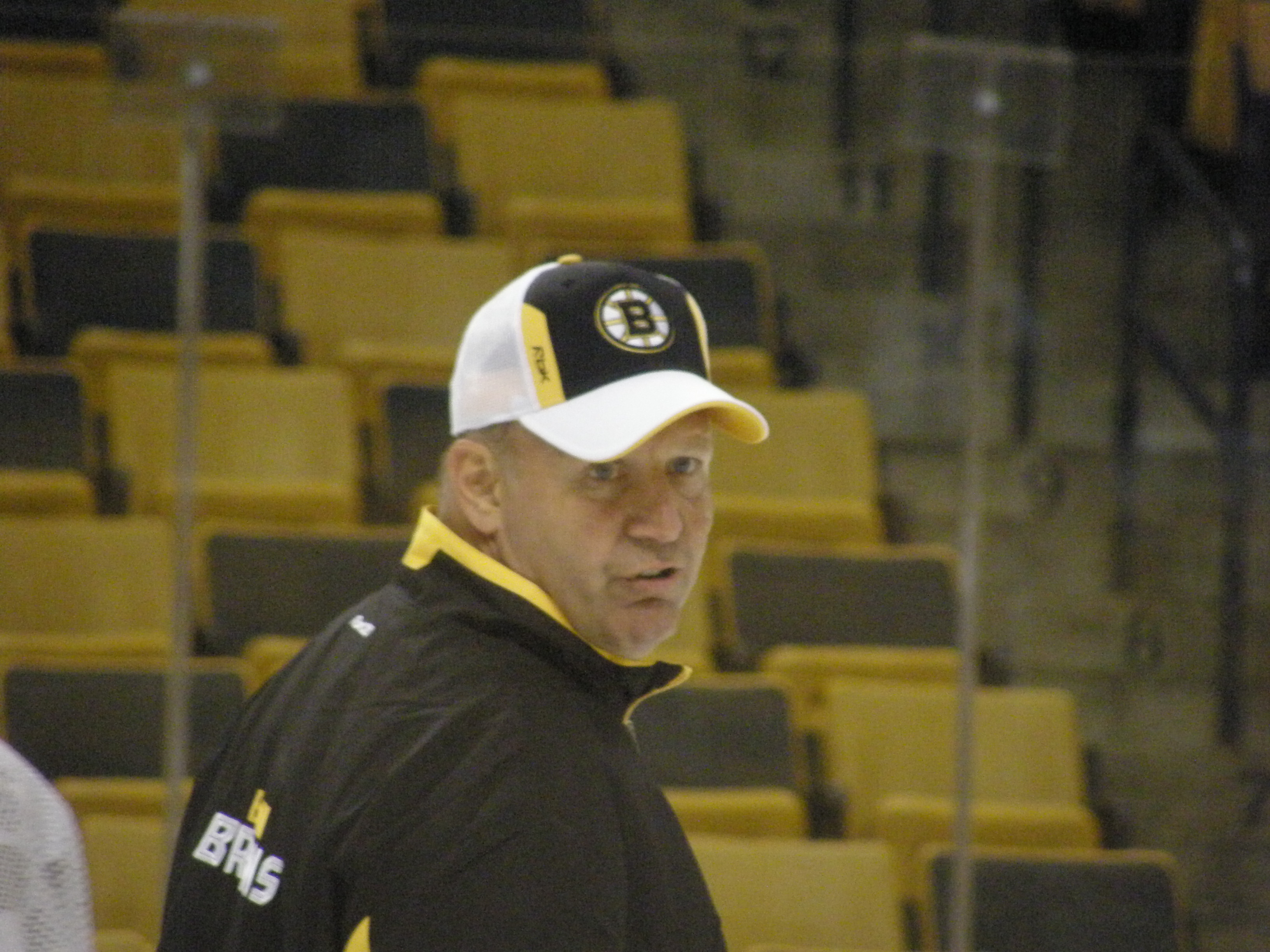
Claude Julien som tränare för Boston Bruins.

Claude Julien, född 23 april 1960 i Blind River, Ontario, är en kanadensisk ishockeytränare som tränade senast det kanadensiska ishockeylaget Montreal Canadiens i National Hockey League mellan 2017 och 2021.
Julien har även tränat Canadiens 2002-2006, New Jersey Devils 2006-2007 och Boston Bruins 2007-2017, där vann han en Jack Adams Award som årets tränare för säsongen 2008-2009 och en Stanley Cup för säsongen 2010-2011.
Under sin aktiva karriär som spelare spelade han mest i AHL och IHL men fick chansen i NHL mellan 1984 och 1986 för att spela för Quebec Nordiques. På 14 matcher i NHL för Nordiques registrerades Julien, som var back, för 1 assist och 25 utvisningsminuter.